# Тіберіан
Тіберіан (лат. Tiberianus; дати народження й смерті не відомі) — давньоримський поет часів пізньої Римської імперії.

## Життя та творчість
Його ототожнюють з Тіберіаном, який у 335 році був намісником у Галлії. До нас дійшло 4 його вірша. В одному з них описується ідилічний краєвид. Тіберіан не тільки тонко відчуває природу, але і з великою виразністю її змальовує. Два вірші присвячені темам моралі: скупості і пихи. Найбільше з уцілілих творів налічує 32 гексаметри. Це гімн Богу, творцю усього сущого. Деякі дослідники називають Тіберіана автором поеми «Нічне святкування Венери».